# عليآباد بيردوستي (مقاطعة دلفان)
عليآباد بيردوستي (بالفارسية: علی‌آباد پیردوستی) هي قرية تقع في قسم ايتيوند الشمالي الريفي (مقاطعة دلفان) في إيران. يقدر عدد سكانها بـ 38 نسمة .